# جيمس جي. روبنسون
جيمس جي. روبنسون (بالإنجليزية: James G. Robinson)‏ هو كاتب سيناريو ومنتج أفلام أمريكي، ولد في 16 ديسمبر 1935 في بالتيمور في الولايات المتحدة.

## وصلات خارجية
- جيمس جي. روبنسون على موقع IMDb (الإنجليزية)
- جيمس جي. روبنسون على موقع ألو سيني (الفرنسية)
- جيمس جي. روبنسون على موقع أول موفي (الإنجليزية)
- جيمس جي. روبنسون على موقع بوكس أوفيس موجو (الإنجليزية)
- جيمس جي. روبنسون على موقع قاعدة بيانات الأفلام السويدية (السويدية)
- جيمس جي. روبنسون على موقع قاعدة بيانات الفيلم (الإنجليزية)
- جيمس جي. روبنسون على موقع كينوبويسك (الروسية)